# Francisco Pliego
El general Francisco Pliego Galarza fue un militar mexicano que participó en la Revolución mexicana. Nació en Santa Cruz, municipio de Teotlalco, Puebla. En 1911 se incorporó a las fuerzas maderistas del general Francisco Mendoza Palma. Al romper Emiliano Zapata con Francisco I. Madero se mantuvo fiel a la causa suriana, actitud que mantuvo en la guerra contra Victoriano Huerta. En 1914 participó en las tomas de Chilapa y Chilpancingo, en el estado de Guerrero, así como en las haciendas de Zacatepec y Treinta, y en el sitio y toma de Cuernavaca, Morelos. Murió en combate en el estado de Morelos, junto a los generales Ignacio Maya y Bonifacio García Maldonado.